# Phelsuma v-nigra
Phelsuma v-nigra es una especie de gecos de la familia Gekkonidae.
Es endémico de Comoras.
Se encuentra amenazada por el comercio como animal de compañía.

## Subespecies
Se reconocen las siguientes:
- Phelsuma v-nigra anjouanensis Meier, 1986 - Anjouan
- Phelsuma v-nigra comoraegrandensis Meier, 1986 - Gran Comora
- Phelsuma v-nigra v-nigra Boettger, 1913 -Mohéli